# جو جانون
جو جانون (بالإنجليزية: Joe Gannon)‏ هو لاعب كرة قاعدة أمريكي، ولد في 22 فبراير 1877 في سانت لويس في الولايات المتحدة، وتوفي بنفس المكان في 19 مارس 1931.